# آقا و خانم اسمیت (مجموعه تلویزیونی ۲۰۲۴)
آقا و خانم اسمیت (انگلیسی: Mr. & Mrs. Smith) یک مجموعه تلویزیونی کمدی درام جاسوسی آمریکایی الهام گرفته از فیلم سال ۲۰۰۵ با همین نام است که در ۲ فوریه ۲۰۲۴ در آمازون پرایم ویدئو پخش شد. در این مجموعه دونالد گلاور و مایا ارسکین ایفای نقش کردند.

## بازیگران

### اصلی
- دونالد گلاور در نقش جان اسمیت / مایکل
- مایا ارسکین در نقش جین اسمیت / الانا

### بازیگران مهمان
- الکساندر اسکاشگورد
- ایزا گونزالس
- پل دینو
- جان تورتورو
- شارون هورگان
- بیلی کمبل
- سارا پلسون
- پارکر پوزی
- اورسولا کوربرو
- واگنر مورا
- ران پرلمن
- میکلا کوئل

علاوه بر این، بورلی گلاور، کسی که در زندگی واقعی مادر دونالد گلاور است، در این مجموعه نخستین بازیگری خود را در نقش مادر جان اسمیت انجام داد.

## بازخورد
در وبگاه بازبینی جمعی راتن تومیتوز، ۸۹٪ از ۹۹ بررسی منتقدان مثبت است و این فیلم میانگین امتیاز ۷٫۶/۱۰ را در اختیار دارد. این فیلم در متاکریتیک، که از میانگین وزنی استفاده می‌کند، بر اساس نظر ۳۶ منتقد امتیاز ۷۶ از ۱۰۰ را کسب کرده که نشان‌گر «نقدهای عموماً مطلوب» است.